# هيرنكنشت
هيرنكنشت هي شركة ألمانية متخصصة في تصنيع ماكينات حفر الأنفاق، تأسست في عام 1975 وتعتبر الشركة الرائدة عالمياً في تصنيع آلات حفر الأنفاق.